# Kanton La Seyne-sur-Mer-1
La Seyne-sur-Mer-1 is een kanton van het Franse departement Var. Het kanton maakt deel uit van het arrondissement Toulon.

Het telt 53048 inwoners in 2018.

Het kanton werd gevormd ingevolge het decreet van 27 februari 2014 met uitwerking op 22 maart 2015.

## Gemeenten
Het kanton omvat enkel een noordoostelijk deel van de gemeente:La Seyne-sur-Mer.